# Frank Sinatra junior

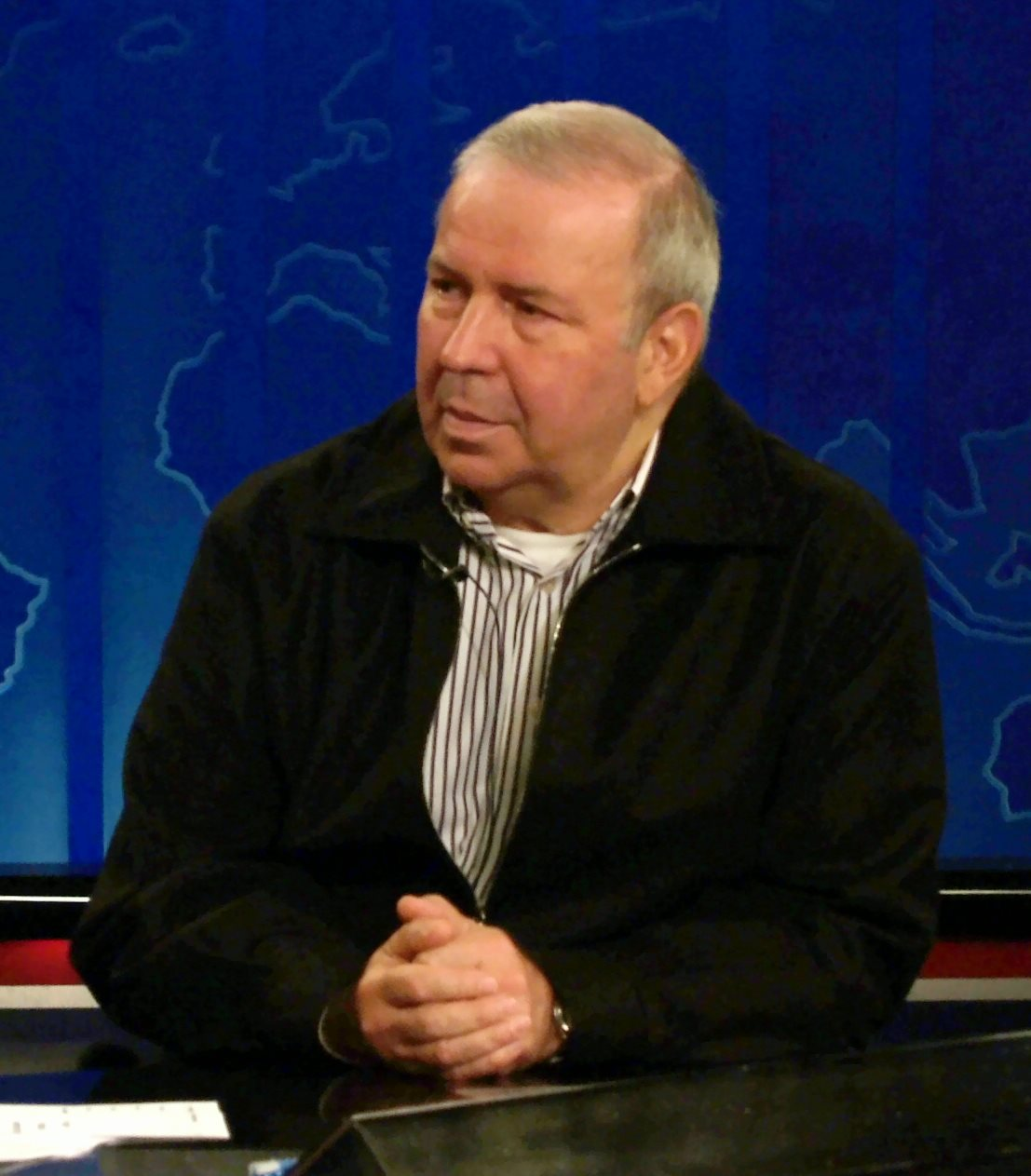
Frank Sinatra junior (2008)

Frank Sinatra junior (* 10. Januar 1944 in Jersey City, New Jersey; † 16. März 2016 in Daytona Beach, Florida; eigentlich Franklin Wayne Emmanuel Sinatra) war ein US-amerikanischer Pianist, Songwriter, Sänger, Schauspieler und Entertainer. Er war der Sohn von Frank Sinatra und Nancy Barbato und der Bruder von Nancy und Tina Sinatra.

## Leben
Frank Sinatra jr. erhielt seit seinem fünften Lebensjahr Musikunterricht, erlernte vor allem Violine und Klavier und übte sich früh auch im Komponieren, legte jedoch Wert darauf, seinen Berufsweg ohne Unterstützung seines prominenten Vaters einzuschlagen. Im Dezember 1963 wurde Sinatra jr. in Stateline am Lake Tahoe entführt und erst nach Zahlung eines Lösegeldes in Höhe von 240.000 US-Dollar durch seinen Vater freigelassen. Die Täter wurden verhaftet und zu langjährigen Haftstrafen verurteilt.
In den frühen 1960er Jahren startete Sinatra jr. eine eigene Solokarriere als Sänger; ab Juli 1963 trat er unter anderem mit dem weitergeführten Orchester des verstorbenen Bandleaders Tommy Dorsey auf und ging auf mehrere nationale und internationale Konzerttourneen, unter anderem mit dem heutigen Leiter des Glenn-Miller-Orchesters Larry O’Brien. 1965 erschien bei Reprise Records sein erstes Plattenalbum Young Love for Sale mit dem Orchester von Sam Donahue. Ab 1967 veröffentlichte Sinatra jr. bei RCA und bei dem Label Daybreak eine Reihe weiterer Singles und Alben; 1969 bekam er ein eigenes Fernsehspecial. Besondere Beachtung verdient sein zusammen mit Nelson Riddle eingespieltes Album Spice (1971), das auch eigene Liedkompositionen Sinatras enthält. In den 1970er Jahren trat er auch als Schauspieler in einigen Filmen und Fernsehserien in Erscheinung; 1977 nahm er mit dem Arrangeur Billy Strange ein Album mit Country-Musik auf.
Nachdem er zuvor schon einige Jahre selbst mit einer eigenen Big Band auf Tournee gegangen war, begleitete Sinatra jr. ab 1988 mehr als sechs Jahre lang alle Konzerte seines bis Anfang 1995 aktiven Vaters als Orchesterleiter, was ihn auf Bühnen in aller Welt führte. 1996 erschien bei Capitol Records sein Album As I Remember It, eine gesungene und gesprochene Hommage an seinen Vater. Daneben erschien er auf einigen Alben anderer Künstler mit Gastauftritten.
Mit seinem Orchester ging Sinatra jr. in den Vereinigten Staaten regelmäßig auf Tournee; in Gastrollen war er unter anderem in der populären Fernsehserie Die Sopranos sowie in der ersten und der letzten Episode von The Defenders zu sehen. Im Herbst 2005 spielte er unter der Orchesterleitung von Terry Woodson ein neues Big-Band-Album mit Interpretationen älterer und neuerer Songs ein, das unter dem Titel That Face! Anfang Juni 2006 erschienen ist. Für das Album nahm er dabei im Overdub-Verfahren auch zwei Songs (Cry Me a River und Softly, as in a Morning Sunrise) zu im Juni 1988 für ein nicht verwirklichtes geplantes Album seines Vaters eingespielten Instrumentaltracks auf.
Im Spätsommer 2005 erkrankte Sinatra jr. an Prostatakrebs und musste sich im Januar 2006 einer Operation unterziehen, die nach eigenen Angaben erfolgreich verlief. 2015 sang er die amerikanische Nationalhymne bei Spielen der Los Angeles Dodgers und New York Yankees anlässlich des 100.  Geburtstags seines Vaters.
Aus seiner Beziehung mit Pat Fisher stammt der Sohn Michael Francis Sinatra (* 1987). Außerdem gibt es Gerüchte über einen weiteren Sohn, der Frank Sinatra III (1988–2012) heißen soll, aber dessen Existenz Frank Sinatra jr. bestritt. Im Herbst 1998 heiratete Sinatra jr. die texanische Rechtsanwältin Cynthia McMurrey; das Paar trennte sich im Januar 2000. Frank Sinatra junior starb im März 2016 im Alter von 72 Jahren während einer Konzerttour in Daytona Beach, Florida, an einem Herzstillstand.

## Diskographie

### Eigene Alben
- Young Love for Sale (Reprise, 1965), mit Sam Donahue
- Spice (RCA Daybreak, 1971), mit Nelson Riddle
- His Way (RCA Daybreak, 1972), mit Nelson Riddle
- It’s Alright (Churchill/Hallmark, 1977), mit Billy Strange
- Billy May for President (Town Hall, 1983), mit Pat Longo
- As I Remember It (Capitol, 1996), mit Bill Rogers
- That Face! (Reprise/Rhino, 2006), mit Terry Woodson

### Gastauftritte auf anderen Alben
- The Sinatra Family Wishes You a Merry Christmas (Reprise, 1968)
- Dora Hall – Once Upon a Tour (Cozy Records, 1971)
- Gumby (Buena Vista, 1989)
- Frank Sinatra – Duets II (Capitol, 1994)
- Was (Not Was) – What’s Up, Dog? (Alliance, 1996)
- Louise Baranger Jazz Band – Trumpeter’s Prayer (Summit, 1998)
- Steve Tyrell – Songs of Sinatra (Hollywood Records, 2005)

### Singles
- The Beach Girl and the Monster (Reprise, 1965)
- Too Close for Comfort/You Were Meant for Me (Reprise, 1965)
- Why Don’t You Fall in Love With Me/Shadows On A Foggy Day (Reprise, 1965)
- Building With a Steeple/I’ve Been Looking (RCA 1967)
- Nothing Is More Important Than Love/I Want to Hear It From You (RCA 1968)
- Spice/Black Night (RCA Daybreak, 1971)
- Calendar Girl/Seagull (RCA Daybreak, 1973)
- Cry a Little/Lovin' You Gets Better All the Time (Churchill, 1977)
- You’ll Never Know/Colors of My Life (1982)

## Filmografie (Auswahl)
- 1966: A Man Called Adam
- 1969: The Walking Major
- 1971: Pepper and His Wacky Taxi
- 1984: Code Name Zebra
- 2000: Die Sopranos (Fernsehserie, Staffel 2, eine Folge)
- 2003: Hollywood Cops
- 2005: Family Guy (Fernsehserie, Staffel 4, eine Folge)
- 2008: Family Guy (Fernsehserie, Staffel 7, eine Folge)
- 2010–2011:  The Defenders (Fernsehserie)
- 2016: Family Guy (Fernsehserie, Staffel 15, eine Folge)